# Jasnochówka
Jasnochówka (kaszb. Jasnochówka) – część wsi Borsk w Polsce, położona w województwie pomorskim, w powiecie kościerskim, w gminie Karsin, na obrzeżach Wdzydzkiego Parku Krajobrazowego, w kompleksie leśnym Borów Tucholskich, nad południowym brzegiem jeziora Wdzydze. Jasnochówka jest częścią składową sołectwa Borsk.
W latach 1975–1998 Jasnochówka należała administracyjnie do województwa gdańskiego.